# Landschaftsschutzgebiet Offenland um Bockum

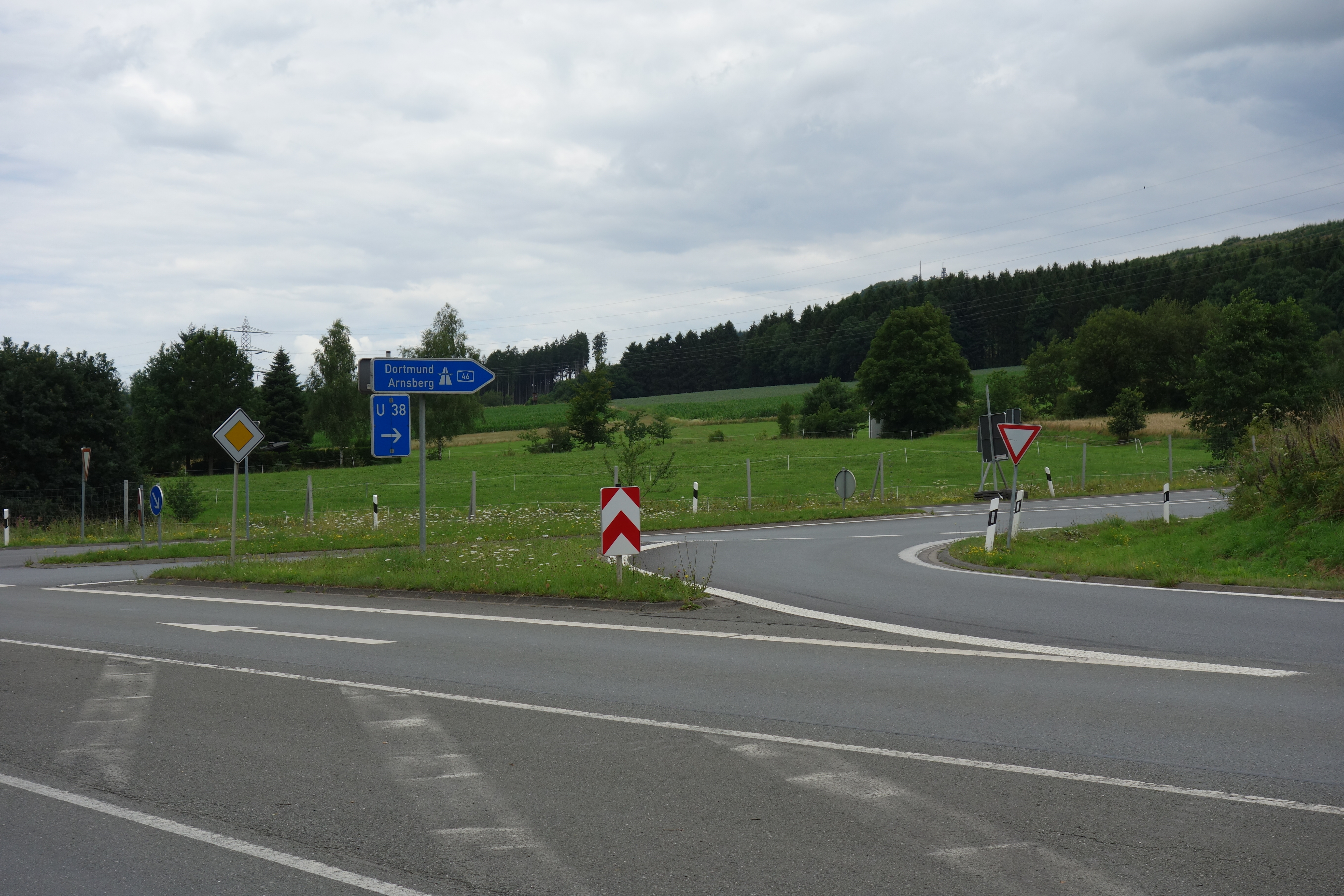
Landschaftsschutzgebiet Offenland um Bockum

Das Landschaftsschutzgebiet Offenland um Bockum mit 48,19 ha liegt im Stadtgebiet von Meschede im Hochsauerlandkreis. Es wurde 1994 mit dem Landschaftsplan Meschede durch den Kreistag des Hochsauerlandkreises als Landschaftsschutzgebiet (LSG) mit dem Namen Landschaftsschutzgebiet Hangflächen östlich der Hofanlage Bockum und einer Flächengröße von 26 ha ausgewiesen. Bei der Neuaufstellung des Landschaftsplanes Meschede wurde es deutlich vergrößert, umbenannt und erneut ausgewiesen. Das LSG wurde als Landschaftsplangebiet vom Typ B, Kleinflächiger Landschaftsschutz, ausgewiesen und ist eines von 102 Landschaftsschutzgebieten in der Stadt Meschede. Dort gibt es ein Landschaftsschutzgebiet vom Typ A, 51 Landschaftsschutzgebiete vom Typ B und 50 Landschaftsschutzgebiete vom Typ C. Von 1994 bis 2020 gehörten die Flächen zum Landschaftsschutzgebiet Meschede. Das LSG gehört zum Naturpark Sauerland-Rothaargebirge.

## Beschreibung
Mitten im LSG liegt Bockum. Im Norden grenzt das LSG direkt an Freienohl. Im Osten grenzt der Arnsberger Wald an, der hier zum Landschaftsschutzgebiet Meschede gehört. Im Westen läuft die Grenze an der Obere Ruhrtalbahn und im Süden die Bundesautobahn 46. Durch das LSG verläuft die L 743, früher B 7. Im LSG befinden sich landwirtschaftliche Offenlandbereiche um Bockum und das Gut Bockum. Einige aus dem Arnsberger Wald kommende Siepen, die unter dem gesetzlichen Biotopschutz nach § 30 BNatSchG stehen, tragen zur landschaftlichen Vielfalt bei.
Für Bereiche des LSG an der Obere Ruhrtalbahn liegt eine Befristung der LSG-Festsetzung vor. Bei Umsetzung der hier regionalplanerisch festgeschriebenen Gewerbefläche in einem städtischen Flächennutzungsplan entfällt der Schutz durch das LSG.

## Schutzzweck
Zum Schutzzweck der LSG vom Typ B Ortsrandlagen, Landschaftscharakter im Landschaftsplangebiet Meschede führt der Landschaftsplan auf: „Sicherung der Vielfalt und Eigenart der Landschaft im Nahbereich der Ortslagen sowie in alten landwirtschaftlichen Vorranggebieten insbesondere durch deren Offenhaltung; Erhaltung der Leistungsfähigkeit des Naturhaushalts hinsichtlich seines Artenspektrums und der Nutzungsfähigkeit der Naturgüter (hier: leistungsfähige Böden); Umsetzung der Entwicklungsziele 1.1 und – primär – 1.5 zum Schutz des spezifischen Charakters und der Identität der landschaftlichen Teilräume; entsprechend dem Schutzzweck unter 2.3.1 auch Ergänzung der strenger geschützten Teile dieses Naturraums durch den Schutz ihrer Umgebung vor Eingriffen, die den herausragenden Wert dieser Naturschutzgebiete und Schutzobjekte mindern könnten (Pufferzonenfunktion); Erhaltung der im gesamten Gebiet verstreut anzutreffenden kulturhistorischen Relikte.“

## Rechtliche Vorschriften
Wie in den anderen Landschaftsschutzgebieten im Stadtgebiet besteht im LSG ein Verbot Bauwerke zu errichten. Vom Verbot ausgenommen sind Bauvorhaben für Gartenbaubetriebe, Land- und Forstwirtschaft. Die Untere Naturschutzbehörde kann Ausnahme-Genehmigungen für Bauten aller Art erteilen. Wie in den anderen Landschaftsschutzgebieten vom Typ B in Meschede besteht im LSG ein Verbot der Erstaufforstung und Weihnachtsbaum-, Schmuckreisig- und Baumschul-Kulturen anzulegen.